# Velika Plazenica
Velika Plazenica är en ås i Bosnien och Hercegovina.   Den ligger i entiteten Federationen Bosnien och Hercegovina, i den centrala delen av landet, 90 km väster om huvudstaden Sarajevo.
Omgivningarna runt Velika Plazenica är en mosaik av jordbruksmark och naturlig växtlighet. Runt Velika Plazenica är det ganska tätbefolkat, med 93 invånare per kvadratkilometer.